# Julius von Soden
Pour les articles homonymes, voir von Soden.
Le baron (Freiherr, en allemand) Julius von Soden (5 février 1846, Ludwigsbourg - 2 février 1921, Tübingen) est un homme politique et un fonctionnaire allemand qui fut notamment gouverneur du Kamerun (1885-1891) et de l'Afrique orientale allemande (1891-1893), puis chef de cabinet et ministre des Affaires étrangères du roi de Wurtemberg.

## Jeunesse
Julius von Soden naquit dans la caserne du 125e régiment d'infanterie (de) dans lequel son père était lieutenant-colonel. En 1849, sa famille déménagea pour Stuttgart. Ses parents moururent tôt, sa mère en 1849 et son père en 1854. Julius fut alors élevé avec ses trois grandes sœurs par sa grand-mère, Charlotte von Neurath. Il reçut une éducation classique de jeune aristocrate (Freiherr est un titre de noblesse) qui développa son goût pour l'Antiquité et pour les auteurs anciens. Après son Abitur, Julius von Soden entama en 1864 des études juridiques à l'université de Tübingen qu'il poursuivit ensuite à Göttingen.
Pendant la guerre austro-prussienne de 1866, il prit position en faveur de Bismarck, en dépit des sympathies de sa famille pour l'Autriche. Soden commençait une carrière juridique à Heilbronn quand la guerre franco-prussienne de 1870 éclata. Engagé volontaire, il rejoignit le 4e régiment de cavalerie du Wurtemberg sans toutefois participer à de réels combats. Il ne chercha pas à prolonger son engagement militaire.

## Voyages et diplomatie
Julius von Soden entama une carrière diplomatique en 1871. Il fut nommé vice-consul à Bucarest. En six mois, le jeune diplomate se fit si bien remarquer que le chancelier Bismarck lui attribua le consulat d'Allemagne nouvellement créé à Alger (1872). Dans les années suivantes, il voyagea de consulat en consulat, à Canton en 1876, à La Havane en 1879 puis à Lima en 1881-1882. Il fut nommé consul général à Saint-Pétersbourg en 1884. Il conclut de son expérience diplomatique que l'encouragement des échanges commerciaux devait être l'affaire des milieux économiques et non des consuls.

## Gouverneur colonial
Avec les débuts hésitants de la colonisation allemande, la carrière de von Soden changea de direction. En 1884, il fut nommé Haut-Commissaire de la colonie du Togoland. L'année suivante, en mars 1885, il fut désigné par l'empereur Guillaume Ier comme premier gouverneur du Kamerun. Le voyage par mer jusqu'au Cameroun dura quatre semaines. À son arrivée, le Cameroun ne disposait pratiquement d'aucune infrastructure. Von Soden n'avait pas même de liaison télégraphique pour assurer ses communications. Il s'efforça néanmoins de mettre en valeur le territoire, notamment par l'implantation des premières plantations au pied du Mont Cameroun, s'octroyant au passage une importante concession dans la région de Buéa, et ouvrit une première école, placée sous la direction de Theodor Christaller. Il accepta l'activité des missionnaires au Cameroun, à condition qu'ils ne soient pas jésuites.
De 1891 à 1893, Julius von Soden fut gouverneur de l'Afrique orientale allemande. La colonie était jusque-là gérée directement par la Deutsch-Ostafrikanische Gesellschaft. L'administration passa sous le contrôle du nouveau gouverneur, la Compagnie se consacrant dorénavant à ses activités économiques.

## Ministre du Wurtemberg
En 1899, le baron von Soden devint chef de cabinet à la cour du Wurtemberg. L'année suivante, il épousa Helene von Sick, fille d'un général, de dix ans plus jeune que lui. Il quitta le cabinet du roi en novembre 1900, pour devenir premier ministre et ministre des Affaires étrangères du Wurtemberg. Il démissionna en 1906 pour reprendre ses fonctions auprès du roi. Il occupa ce poste jusqu'en 1916.
Après la fin de la Première Guerre mondiale, le baron von Soden, alors âgé de 74 ans, reprit des études universitaires à Tübingen. Il suivit pendant quelques mois des cours de philosophie, de philologie et d'esthétique avant de mourir trois jours avant son soixante-quinzième anniversaire.